# Campeonato Mundial de Karate de 2023
El XXVI Campeonato Mundial de Karate se celebró en Budapest (Hungría) entre el 24 y el 29 de octubre de 2023 bajo la organización de la Federación Mundial de Karate (WKF) y la Federación Húngara de Karate.
Las competiciones se realizaron en la Arena Deportiva de Budapest László Papp.

## Medallistas

### Masculino
| Evento                     | Oro | Plata | Bronce |
| -------------------------- | --- | --- | --- |
| Kumite –60 kg (28.10)      | Jristos-Stefanos Xenos · Grecia                                                                             | Kaisar Alpysbai · Kazajistán                                                                                             | Angelo Crescenzo · Italia · Eray Şamdan · Turquía |
| Kumite –67 kg (28.10)      | Steven Da Costa Francia                                                                                     | Nenad Dulović · Montenegro                                                                                               | Didar Amirali · Kazajistán · Fahad Al-Jathami · Arabia Saudita |
| Kumite –75 kg (28.10)      | Abdalá Abdelaziz · Egipto                                                                                   | Gábor Hárspataki · Hungría                                                                                               | Ernest Sharafutdinov · AIN · Andri Zaplitny · Ucrania |
| Kumite –84 kg (28.10)      | Yusef Badawy · Egipto                                                                                       | Mehdi Jodabajshi Irán | Valeri Chobotar · Ucrania · Mohamad Al-Yafari · Jordania |
| Kumite +84 kg (28.10)      | Mehdi Filali Francia                                                                                        | Taha Mahmoud · Egipto | Đorđe Tešanović Serbia Sayad Ganchzadeh Irán |
| Kumite por equipos (28.10) | Jordania Zaki Abu Qaoud Mohamad Al-Yafari Afeef Ghaith Abdalá Hamad Hasán Masarweh Yusef Nofal Ahmad Shadid | Egipto · Abdalá Abdelaziz · Abdalá Abdelgawad · Yusef Badawy · Ahmed El-Masry · Ali El-Sawy · Taha Mahmud · Omar Mohamed | Francia · Enzo Berthon · Kilian Cizo · Jessie Da Costa · Steven Da Costa · Mehdi Filali · Thanh-Liem Le · Younesse Salmi Italia · Matteo Avanzini · Matteo Fiore · Luca Maresca · Simone Marino · Michele Martina · Andre Minardi · Lorenzo Pietromarchi |
| Kata individual (28.10)    | Damián Quintero · España                                                                                    | Kakeru Nishiyama Japón                                                                                                   | Ariel Torres Gutiérrez · Estados Unidos · Mattia Busato · Italia |
| Kata por equipos (28.10)   | Japón Koji Arimoto Kazumasa Moto Ryuji Moto                                                                 | España · Salvador Balbuena Cisneros · Sergio Galán · Óscar García Cuadrado · Raúl Martín Romero                          | Italia · Gianluca Gallo · Alessio Ghinami · Alessandro Iodice Kuwait · Mohamed Almosawi Sayed · Mohamad Husain · Salman Almosawi Sayed |

1. ↑  Descalificación por dopaje del medallista de oro, el turco Ali Sofuoğlu.[2]
2. ↑  Descalificación por dopaje del equipo turco medallista de plata, conformado por Emre Vefa Göktaş, Enes Özdemir y Ali Sofuoğlu, por dopaje de Ali Sofuoğlu.[2]

### Femenino
| Evento                     | Oro                                                                                                | Plata                                                       | Bronce |
| -------------------------- | -------------------------------------------------------------------------------------------------- | ----------------------------------------------------------- | --- |
| Kumite –50 kg (28.10)      | Moldir Zhangbyrbai · Kazajistán                                                                    | Erminia Perfetto · Italia                                   | Reem Salama · Egipto · Yorgelis Salazar · Venezuela |
| Kumite –55 kg (28.10)      | Tuba Yakan Turquía                                                                                 | Ivet Goranova Bulgaria                                      | Bárbara Pérez · Venezuela · Anzhelika Terliuga · Ucrania                                                                                                  |
| Kumite –61 kg (28.10)      | Gong Li China                                                                                      | Fatma Yenen Turquía                                         | Laura Sivert · Francia · Nursin Aly · Egipto |
| Kumite –68 kg (28.10)      | İrina Zaretska Azerbaiyán                                                                          | Elena Quirici · Suiza                                       | Alizée Agier Francia Ceyco Georgia Zefanya Indonesia |
| Kumite +68 kg (28.10)      | Ayaka Saito Japón                                                                                  | María Torres García · España                                | Menna Okila · Egipto · Clio Ferracuti · Italia |
| Kumite por equipos (28.10) | España · Carlota Fernández Osorio · Adriana Gil Álvarez · María Nieto Mejías · María Torres García | Japón Tsubasa Kama Ayaka Saito Yuzuki Sawae Sarara Shimada  | Kosovo · Albulena Gërvalla · Fortesa Orana · Vlera Qerimi · Hatigje Zejnullahu Croacia · Sadea Bečirević · Nikolina Golomboš · Lucija Lesjak · Lea Vukoja |
| Kata individual (28.10)    | Hikaru Ono Japón                                                                                   | Grace Lau Hong Kong                                         | Paola García Lozano · España · Terryana D'Onofrio · Italia                                                                                                |
| Kata por equipos (29.10)   | Japón Saori Ishibashi Chiho Mizukami Sae Taira                                                     | Italia · Terryana D'Onofrio · Michela Rizzo · Elena Roversi | España · Paola García Lozano · María López Pintado · Gema Morales · Raquel Roy Rubio Egipto · Asmaa Alam · Noha Antar · Aya Hesham                        |

## Medallero
| Núm. | País           | Oro | Plata | Bronce | Total |
| ---- | -------------- | --- | ----- | ------ | ----- |
| 1    | Japón          | 4   | 2     | 0      | 6     |
| 2    | Egipto         | 2   | 2     | 4      | 8     |
| 3    | España         | 2   | 2     | 2      | 6     |
| 4    | Francia        | 2   | 0     | 3      | 5     |
| 5    | Turquía        | 1   | 1     | 1      | 3     |
| 6    | Kazajistán     | 1   | 1     | 1      | 3     |
| 7    | Jordania       | 1   | 0     | 1      | 2     |
| 8    | Azerbaiyán     | 1   | 0     | 0      | 1     |
| 8    | China          | 1   | 0     | 0      | 1     |
| 8    | Grecia         | 1   | 0     | 0      | 1     |
| 11   | Italia         | 0   | 2     | 6      | 8     |
| 12   | Irán           | 0   | 1     | 1      | 2     |
| 13   | Bulgaria       | 0   | 1     | 0      | 1     |
| 13   | Hong Kong      | 0   | 1     | 0      | 1     |
| 13   | Hungría        | 0   | 1     | 0      | 1     |
| 13   | Montenegro     | 0   | 1     | 0      | 1     |
| 13   | Suiza          | 0   | 1     | 0      | 1     |
| 18   | Ucrania        | 0   | 0     | 3      | 3     |
| 19   | Venezuela      | 0   | 0     | 2      | 2     |
| 20   | AIN            | 0   | 0     | 1      | 1     |
| 20   | Arabia Saudita | 0   | 0     | 1      | 1     |
| 20   | Croacia        | 0   | 0     | 1      | 1     |
| 20   | Estados Unidos | 0   | 0     | 1      | 1     |
| 20   | Indonesia      | 0   | 0     | 1      | 1     |
| 20   | Kosovo         | 0   | 0     | 1      | 1     |
| 20   | Kuwait         | 0   | 0     | 1      | 1     |
| 20   | Serbia         | 0   | 0     | 1      | 1     |
|      | TOTAL          | 16  | 16    | 32     | 64    |

1. 1 2  Los deportistas de Rusia participaron bajo la denominación «Atletas Individuales Neutrales» y las siglas AIN.